# Gilletinus occidentalis
Gilletinus occidentalis is een keversoort uit de familie cognackevers (Bolboceratidae). De wetenschappelijke naam van de soort werd in 1989 gepubliceerd door Henry Fuller Howden.